# Dick Button
Dick Button (n. 18 iulie 1929, Englewood⁠(d), New Jersey, SUA – d. 30 ianuarie 2025, North Salem⁠(d), New York, SUA) a fost un patinator ce a reprezentat Statele Unite ale Americii, medaliat olimpic. A participat la 2 ediții ale Jocurilor Olimpice (1948, 1952) în care a câștigat 2 medalii de aur.